# Oda de Haldensleben
Oda de Haldensleben o Oda Dytrykówna (c. 955/60 - 1023) fue hija primogénita de Dietrich de Haldensleben y Gran duquesa de los polacos por su matrimonio con Mieszko I de Polonia, como su segunda esposa.

## Vida
Oda era la hija mayor de Dietrich de Haldensleben, margrave de la Marca del Norte y una hija de Lotario I, conde von Walbeck. Creció en el monasterio de Kalbe, cerca del río Milde en el norte de Magdeburgo. Finalmente se hizo monja allí, probalbmente cerca del 979 o 980 se casó con el duque Mieszko I de Polonia.
Del matrimonio nacieron tres hijos:
1. Mieszko (nacido c. 979 – fallecido después de 992/95).[2]
2. Świętopełk (nacido c.980 - ¿murió antes de 991?).[2]
3. Lambert (nacido c.981 - fallecido después de 992/95).

Según las fuentes, como resultado del matrimonio, los prisioneros de guerra fueron liberados. Sin embargo, no se especificó como resultado de qué guerra fueron hechos prisioneros estos prisioneros. Si partimos del año 978, probablemente ocurrió después de la guerra civil alemana, que Mieszko I aprovechó para ampliar su influencia en Polabia. 
Unos 80 años después, una referencia en un oscuro libro de la iglesia menciona "Ote y Dago (yo)". No hay ningún documento real ni el libro de la iglesia que mencione desde c. 1080 se conoce como Dagome iudex y, por tanto, se supone que es uno de los primeros documentos legales polacos. Es una fuente principal de esta parte de la historia de Polonia bajo la dinastía Piast .
La mención sin fecha de 1080 afirma que (¿poco antes de su muerte? ) "Dago(yo)" (se supone que es Mieszko I) regaló su territorio al Papa Juan XV y recibió sus dominios de él como feudo en este Dagome iudex, sin fecha, aparentemente emitido poco antes de su muerte, c. 991/92. Este documento indexa las tierras de (Mieszko), denominado "Dagome" en el documento, y su esposa "Ote" y sus hijos con él (Mieszko y Lambert sólo son nombrados; probablemente Świętopełk ya estaba muerto en ese momento o estaba en Pomerania como gobernante, según los historiadores modernos).
Después de la muerte de su marido, el sucesor de Mieszko fue el hijastro del margrave, Bolesław, y Oda asumió el cargo de cogobernante. A pesar del apoyo de Odylen y Przybywoj, Oda y sus hijos fueron expulsados del país. Según algunos investigadores, Oda fue expulsado del país en el año 995, pero probablemente ocurrió antes.
Oda regresó a Alemania y entró como monja en la abadía de Quedlinburg, donde murió casi treinta años después que su marido, en 1023. No se sabe nada sobre el destino de sus hijos, pero en 1032 su nieto Dietrich o Dytryk (hijo de Mieszko o Lambert) regresó a Polonia y obtuvo partes del país tras la caída de Mieszko II Lambert ; sin embargo, un año después fue expulsado por Mieszko II, quien pudo volver a reunir Polonia en sus manos.